# Кална река
 Тази статия е за филма на Кохей Огури.  За реката в България вижте Кална река (река).  
„Кална река“ (на японски: 泥の河) е японски филм от 1981 година, драма на режисьора Кохей Огури по сценарий на Такако Шигемори, базиран на едноименния роман на Теру Миямото от 1977 година.
Действието се развива в Осака от средата на 50-те години, където семейство с малък син има малък ресторант на брега на един от каналите в града. Детето завързва приятелство с момче на неговата възраст, което се установява с майка си и сестра си на отсрещния бряг на канала, където живеят в на борда на лодка. Родителите толерират връзката на сина си с децата, но той постепенно осъзнава социалната изолация на новите си приятели, породена от това, че майка им ги издържа с проституция. Главните роли се изпълняват от Такахиро Тамура, Нобутака Асахара, Минору Сакураи, Юмико Фуджита.
„Кална река“ получава Награда на Японската академия за режисура и операторска работа и е номиниран за „Оскар“ за чуждоезичен филм.